# Міхлівщина
Міхлі́вщина —  село в Україні, у Поліській селищній територіальній громаді Вишгородського району Київської області. Населення становить 59 осіб.
Зараз село проходить процес перейменування, йому планується присвоїти назву Михлівщина.
19 липня 2020 року, в результаті адміністративно-територіальної реформи та ліквідації Поліського району, село увійшло до складу новоутвореного Вишгородського району. 
З лютого по квітень 2022 року село було окуповане російськими військами.

## Населення

### Мова
Розподіл населення за рідною мовою за даними перепису 2001 року:
| Мова       | Кількість | Відсоток |
| ---------- | --------- | -------- |
| українська | 59        | 100%     |